# Maomé Mádi Senussi
Maomé Mádi ibne Saíde Maomé Senussi (em árabe: محمد المهدي بن سيدي محمد السنوسي; romaniz.: Muhammad Al Mahdi bin Said Muhammad es Senussi) ou Saíde Maomé ibne Maomé Mádi Ali Sanussi (1884-1902), foi o líder supremo da ordem Senussi na Líbia entre 1859 e sua morte em 1902.

## Vida
Maomé Mádi foi filho do fundador da ordem Senussi, Maomé ibne Ali Senussi. Nasceu na cidade de Baida ao norte da Cirenaica, atual nordeste da Líbia, e sucedeu seu pai como líder com seu falecimento em 1859. Os otomanos forçaram os Senussi a deixarem Baida à vila desértica de Giarabube em 1856, onde construíram universidade islâmica, mesquita e palácio. O futuro rei Idris I (r. 1851–1869), filho de Maomé Mádi, nasceu ali.
Em 1895, os otomanos novamente forçaram os Senussi e a mudarem-se, muito mais ao sul ao oásis de Cufra no deserto da Líbia no Saara. Em Cufra, Maomé fundou a vila de Tague no topo do oásis com um zauia e mesquita. Seu túmulo está lá, fazendo Tague um local sagrado à ordem Senussi.
Sob a liderança de Maomé, os Senussi chegaram ao topo de sua influência, construindo zauias onde água e pasto estava disponível, e espalhando-se para Uadai no lago Chade. O oásis de Cufra tornou-se centro de comércio às regiões desérticas, com caravanas chegando do Sael e Magrebe. Os comerciantes e suas caravanas levaram o islamismo senússita para regiões remotas, como Darfur e Canem, além do Saara do norte da África.